# Chabaquíes

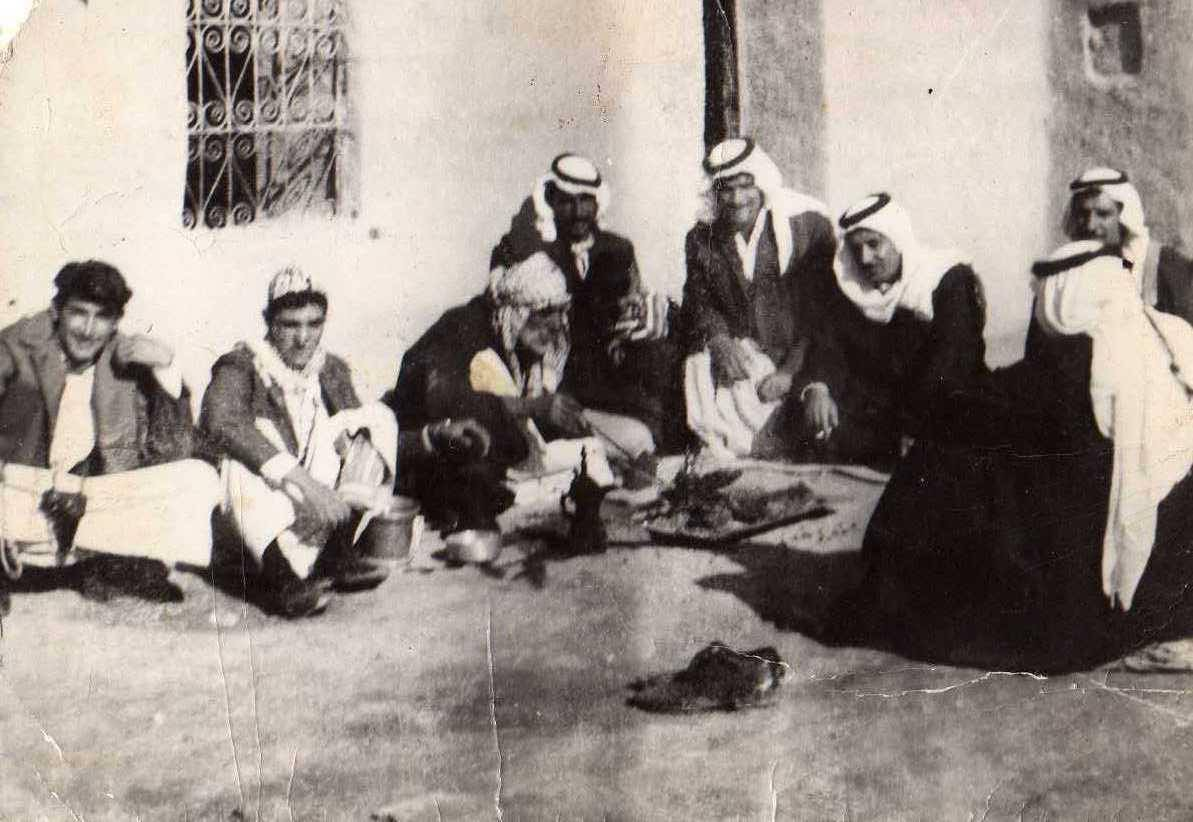
Shabaks en una junta tradicional

El pueblo de los chabaquíes o shabaks es una minoría étnica y religiosa que vive en Irak. La mayoría vive en las aldeas de Ali Eash, Khazna, Yangidja y Tallara en el distrito de Sinjar en la gobernación de Nínive.

## Características
Su idioma skabaki es una lengua del noroeste de Irán muy parecida al hawraman y al dialecto goran de la lengua kurda. La mayoría del pueblo se identifica como kurdo. Se cree que había 15.000 chabaquies en la década de los 1970, pero hoy en día se estima que a 60.000.[cita requerida] Los chabaquies consisten de tres diferentes ta'ifs o sectas. Hay los bajalanes y los dawoodies, que son sectas de los kurdos, así como los zengana.
Los chabaquies adoran una religión independiente pero relacionada con el cristianismo y el islam.
Se dice que son descendientes de Qizilbash del ejército del shah Ismail I.